# Kvartil
Kvartil je katerakoli od treh vrednosti kvantilov, ki delijo urejeno množico slučajnih spremenljivk na štiri enake dele. Torej imamo tri vrednosti, ki delijo populacijo (tri kvartile). Kvartile je smiselno računati samo pri večjih populacijah. 
Kvartile označujemo s Q. Tako so oznake za tri kvartile Q1, Q2 in Q3.
- Prvi kvartil (Q1) imenujemo tudi spodnji kvartil. To je vrednost od katere je 25% vrednosti slučajne spremenljivke manjših in 75% vrednosti večjih od vrednosti kvartila.
- Drugi kvartil (Q2) se imenuje tudi mediana. Ta kvartil razdeli populacijo na dva enaka dela dela ali polovica podatkov (dve četrtini) vrednosti slučajne spremenljivke je manjših in druga polovica (dve četrtini) podatkov je večjih od vrednosti kvartila.
- Tretji kvartil (Q3) imenujemo tudi zgornji kvartil. To je vrednost, od katere je tri četrtine vrednosti slučajne spremenljivke manjših in ena četrtina večjih od vrednosti kvartila.

Razlika med prvim in tretjim kvartilom se imenuje kvartilni razmik.